# Radio Rebelde

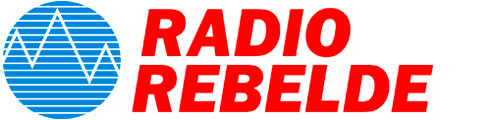
Radio Rebelde Cuba

Radio Rebelde (« radio rebelle ») est une station de radio cubaine en langue espagnole. Elle diffuse 24 heures sur 24 un programme varié de musiques nationales et internationales, journaux d'information et de sport. La radio a été créée clandestinement en 1958 par Che Guevara () dans la jungle de la Sierra Maestra, et était destinée à diffuser les objectifs du mouvement du 26 juillet de Fidel Castro pendant la révolution cubaine. La transmission avait lieu sur onde courte et diffusait les dernières nouvelles des combats, de la musique et de la lecture.
Aujourd'hui Radio Rebelde couvre en FM 98 % du territoire cubain, plus une fréquence sur onde courte dans la bande des 60 mètres à 5,025 MHz.

## Sources
- (en) Sweig, Julia E. Inside the Cuban revolution, Harvard University press.
- (en) Hugh Thomas. Cuba : The pursuit of freedom
- (en) Anderson, Jon Lee. Che Guevara: A Revolutionary Life, New York: 1997, Grove Press